# Daniele Balli
Pour les articles homonymes, voir Balli.
Daniele Balli, né le 16 septembre 1967 à Florence en Toscane, est un footballeur italien. Il occupe le poste de gardien de but du Empoli Football Club depuis 2003.